# Vincent Mathews
Vincent Mathews (* 29. Juni 1766 bei Newburgh, Provinz New York; † 23. August 1846 in Rochester, New York) war ein US-amerikanischer Jurist und Politiker. Zwischen 1809 und 1811 vertrat er den Bundesstaat New York im US-Repräsentantenhaus.

## Werdegang
Vincent Mathews wurde während der britischen Kolonialzeit in „Matthew’s Field“ bei Newburgh im Orange County geboren und wuchs dort auf. Er verfolgte eine akademische Laufbahn. In dieser Zeit besuchte er die Noah Webster’s School in Goshen und die Akademie in Hackensack (New Jersey). Er studierte Jura in New York City. Seine Zulassung als Anwalt erhielt er 1790 und begann dann in Elmira zu praktizieren. Er saß 1794 in der New York State Assembly und in den Jahren 1796, 1797 und 1809 im Senat von New York. Als Bounty Land Claims Commissioner war er 1798 tätig. Er diente als Kavalleriekommandant und Brigadegeneral in der Nationalgarde von New York.
Politisch gehörte er der Föderalistischen Partei an. Bei den Kongresswahlen des Jahres 1808 für den 11. Kongress wurde er im 14. Wahlbezirk von New York in das US-Repräsentantenhaus in Washington, D.C. gewählt, wo er am 4. März 1809 die Nachfolge von John Russell antrat. Er schied nach dem 3. März 1811 aus dem Kongress aus.
Zwischen 1813 und 1815 war er Bezirksstaatsanwalt im siebten Distrikt von New York. Er zog nach Bath und von dort 1821 nach Rochester. 1826 saß er wieder in der New York State Assembly. Er war dann Bezirksstaatsanwalt im Monroe County. Danach ging er in Rochester seiner Tätigkeit als Anwalt nach. Er verstarb dort am 23. August 1846 und wurde dann auf dem Mount Hope Cemetery beigesetzt.